# Переп'ятиха
Переп'ятиха – курган скіфського часу біля села Мар'янівка у Васильківському районі Київської області.
Датується кінцем VII ст. до н. е.
Одна з пам’яток Перепетового поля.
Пограбований ще в давнину курган Переп'ятиха є пам’яткою епохи розквіту Степової Причорноморської Скіфії. Сюжет про курган входить в місцеву легенду про князя Переп'ята та його дружину.

## Історія дослідження
Курган Переп'ятиха було розкопано влітку 1845 року професором Київського університету М.Д. Іванишевим. Розкопки Переп'ятихи поклали початок польовим дослідженням старожитностей скіфської культури на території українського лісостепу. Роботи були здійснені за дорученням Київської археографічної комісії. В розкопках брав участь Т. Г. Шевченко, що перебував на той час в Археографічній комісії на посаді маляра.
У 1846 році матеріали про пам'ятку були опубліковані у двох виданнях Тимчасової комісії для розгляду давніх актів, які побачили світ у Києві та Петербурзі.
Втім, пам'ятки, розкопані на Перепетовому полі, насамперед Переп'ятиха, не зазнали на той час ретельного наукового аналізу, навіть не були визначені в історико-культурному сенсі і хронологічно. Це зроблено значно пізніше, зокрема завдяки працям О. Спіцина, М. Ростовцева, які визначили Переп'ятиху як пам'ятку скіфської доби.
У 1990 році реконструкцію кургану виконав С. А. Скорий. Він відтворив величну споруду кургану, в якій простежено продуману і насичену сакральними елементами традицію скіфської степової культури, відновлено риси поховального ритуалу з людськими жертвоприношеннями, зброєю, кінським спорядженням, багатим вбранням центрального поховання, виділено деякі риси, які відбивають також і місцеву своєрідність пам'ятки. Все це дозволило поставити курган Переп'ятиху поряд із видатними пам'ятками археології, такими, як Куль-Оба, Солоха й іншими царськими курганами — всесвітньо відомими пам'ятками скіфської культури.

## Опис кургану та знахідок
Курган Переп'ятиха мав досить оригінальну будову. У плані курган мав форму овала з діаметрами зі сходу на захід — близько 31 м, північ-південь — 22 м з кільцевим валом навколо. Висота кургану на час розкопок становила близько 11 м. Співвідношення розмірів та стрімкість схилів по відношенню до горизонтальної поверхні (77-80°) виключали технічну можливість існування звичайного земляного насипу. Стіни кургану складалися із земляних валиків надзвичайної твердості, а поховальна камера площею 180 м² (20х9м) та висотою 5-7 м мала дерев'яне перекриття, точний тип якого встановити не вдалось.
Гробниця являла собою овальну западину орієнтовану зі сходу на захід завалену величезною кількістю необроблених гранітних брил під якими було знайдено дерев'яну підлогу з 16 ямами для стовпів. На дні поховальної камери (вздовж стін) було виявлено 14 тілопокладень в дерев'яних трунах, лише 4 з яких мали речовий супровід та 3 великі поховальні урни з прахом спалених тіл. Центральне поховання було відсутнє, що може свідчити про пограбування.
Основний інвентар був зосереджений у південній частині поховальної камери. Тілопокладення супроводжувалися металевими кружками, бронзовими вістрями стріл, залізним молотом, бронзовими шпильками, намистом з кістки, глини, скла, агату. Біля одного з кістяків лежали складені до купи кінські кістки. Також в могилі було знайдено: шліфувальний камінь, уламки різного посуду (в тому числі горщики з тілоспаленням), кам'яні блюда, бронзові сережки, бурштинову пластину, уламки залізних предметів а також 24 золоті бляшки-аплікації (24 золотих грифони вибитих з листового золота).
Координати - 50.06083, 30.07579

## Висновок
Переп'ятиха є найдавнішим курганом скіфського часу в межах Північного Причорномор’я, в конструкції якого зафіксовано використання земляних валиків.
Поховальна конструкція кургану («дім мертвих») свідчить про високу домобудівну кваліфікацію тих, хто її створював. Аналіз поховального ритуалу та інвентарю свідчить про поліетнічність похованих.
У соціальному плані Переп'ятиха не має рівних серед курганів українського лісостепу та цілком може бути поставлена в один ряд із видатними курганами вищої аристократії скіфського часу Європи та Азії.